# San Martino in Pensilis
San Martino in Pensilis község (comune) Olaszország Molise régiójában, Campobasso megyében.

## Fekvése
A megye északkeleti részén fekszik. Határai: Campomarino, Chieuti, Guglionesi, 
Larino, Portocannone, Rotello, Serracapriola és Ururi.

## Története
A település alapítására vonatkozóan nincsenek pontos adatok. Valószínűleg a kora középkorban alapították, mert a longobárd időkben már létezett. A régészeti leletek szerint egy római település helyén épült fel. A következő századokban nemesi birtok volt. A 19. században nyerte el önállóságát, amikor a Nápolyi Királyságban felszámolták a feudalizmust.

## Népessége
A népesség számának alakulása:

## Főbb látnivalói
- San Pietro Apostolo-templom
- San Giuseppe-templom